# Land Rover Range Rover Velar
La Land Rover Range Rover Velar (nome in codice L560) è un'autovettura di tipo SUV realizzato dalla casa automobilistica britannica Land Rover. Essa è il quarto modello della famiglia Range Rover. La Velar è stata annunciata il 1º marzo 2017 e la sua presentazione ufficiale al pubblico si è svolta in occasione del Salone dell'automobile di Ginevra nel 2017, con le vendite che sono iniziate nell'estate dello stesso anno.

## Profilo e contesto

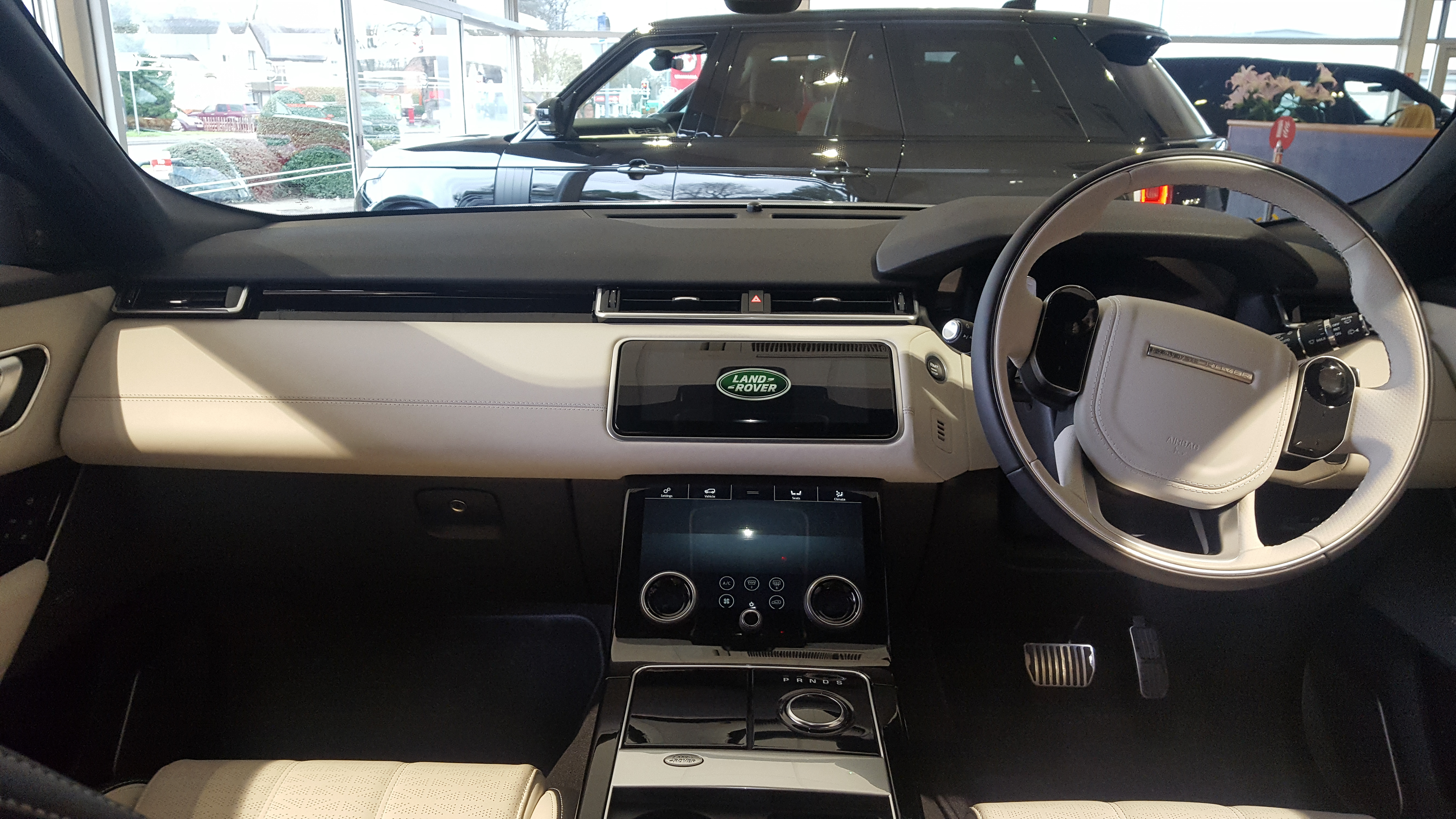
Interni

La Velar si pone nella gamma tra la Range Rover Evoque e la Range Rover Sport, basandosi sulla nuova piattaforma di alluminio della Jaguar F-Pace, materiale quest'ultimo di cui è costruita l'80% del veicolo. Il nome Velar è stato già usato in passato dalla casa britannica per i primi prototipi alla fine del 1960 della Range Rover, il cui significato richiama il verbo latino "velare" ovvero nascondere.
La Range Rover Velar inaugura un nuovo linguaggio stilistico per Land Rover che è influenzato dal design precedente della Evoque e più recentemente della nuova Range Rover Sport. Esso è caratterizzato da una ridotta altezza rispetto alla normale Range Rover, con un design dalle linee più morbide sul corpo vettura dagli sbalzi ridotti, caratterizzata da una carrozzeria affusolata e liscia con i montati e il tetto in colore nero lucido. Gli interni sono caratterizzati da finiture votate al lusso, con materiali come pelle e lana utilizzati per vari rivestimenti dell'abitacolo e da due display situati nella console centrale da 10 pollici l'uno che gestiscono il primo l'infotelematica come la radio e il navigatore, mentre il secondo posto più in basso i servizi di bordo come climatizzatore. Il bagaglio con tutti i sedili in uso possiede una capacità di 673 litri.
Costruita sul pianale denominato Jaguar iQ [AI], la Range Rover Velar condivide una serie di componenti con la Jaguar F-Pace, la XF e la XE, in particolare la piattaforma in alluminio e il passo di 2874 millimetri; tuttavia, la Velar presenta una lunghezza maggiorata di 72 mm rispetto alla F-Pace. La Velar è costruito nello stesso stabilimento di Solihull dove già vengono assemblate le vetture della Jaguar.
La Range Rover Velar usa i nuovi motori della famiglia Jaguar Ingenium, tutti turbocompressi con architettura a quattro cilindri in linea diesel e benzina, oltre ai motori a sei cilindri. Tutti i motori sono accoppiati con il cambio automatico a 8 velocità della ZF, ma i motori a 6 cilindri hanno una rapportatura differente delle marce; la trazione integrale è di serie su tutte le versioni.